# Bulbophyllum manobulbum
Bulbophyllum manobulbum là một loài phong lan thuộc chi Bulbophyllum.